# Škola narodnog zdravlja "Andrija Štampar"
Škola narodnog zdravlja "Andrija Štampar" Medicinski fakultet u Zagrebu Sveučilišta u Zagrebu je središnja ustanova javnoga zdravstva u Hrvatskoj, osnovana je 1926. godine.

## Povijest
Školu narodnog zdravlja "Andrija Štampar" Medicinski fakultet u Zagrebu Sveučilišta u Zagrebu utemeljio je 4. rujna 1926. godine Andrija Štampar uz pomoć Rockefellerove fundacije.  Škola je osnovana kao ogranak zajedničke ustanove pod imenom Higijenski zavod sa Školom narodnog zdravlja u Zagrebu kojoj su 1926. godine bile pridružene i druge ustanove na više lokacija u Zagrebu; Institut za socijalnu medicinu, Epidemiološki zavod s odjeljenjem: Bakteriološko-serološko odjeljenje, Kemijsko odjeljenje, Antirabično odjeljenje, Odjeljenje za cijepljenje protiv boginja; Kužna bolnica.
Prije II. svjetskog rata Škola je imala važnu ulogu u prosvjećivanju pučanstva i provođenju različitih javnozdravstvenih akcija. Organizirala je izvođenje asanacijskih radova na selu (npr. u turopoljskom selu Mraclin), higijensko-domaćinske tečajeve, osnovala je Seljačko sveučilište, provodila je zdravstveno prosvjećivanje putem javnih predavanja, izložaba, plakata, brošura i filmova, obrađivala vitalnostatističke podatke i informacije o zdravstvenom stanju pučanstva, proizvodila cjepiva i serume. Od popularnih knjiga koje je Škola izdavala najznačajnije su bile čitanke o zdravlju, koje su bile edukativni materijal u provođenju javnozdravstvenih akcija.
Odjel za proizvodnju bioloških proizvoda Škole uspješno je proizveo domaći lijek protiv sifilisa "Neofenarzan" (1936.) i "Inzulin Zagreb" (1938.). Pri Školi je pod vodstvom liječnika Živka Prebega 1941. godine započela s radom Viša škola za tjelesni odgoj, preteča današnjeg Kineziološkoga fakulteta.
Temeljem Pravilnika o osnivanju, organizaciji i radu Higijenskog zavoda sa Školom narodnog zdravlja u Zagrebu (NN 203/1926) od 4. rujna 1926., uz Epidemiološki zavod u Zagrebu osniva se pod čl. 16. i 27. Ustava, Škola narodnog zdravlja, koja je podignuta uz pomoć sredstava Rockefellerove fondacije. Danom proglašenja Zakonske odredbe o djelokrugu Zdravstvenog zavoda u Zagrebu od 3. siječnja 1942., prestali su sa svojim zajedničkim djelovanjem: Higijenski zavod u Zagrebu i Škola narodnog zdravlja u Zagrebu, a Zdravstveni zavod preuzeo je sve njihove dužnosti i upravu njihove dotadašnje imovine. Tim danom prešla je proizvodnja cjepiva protiv bjesnoće, koja je prije bila u Higijenskom zavodu, u sastav i upravu Zavoda za proizvodnju lijekova – Pliva u Zagrebu. Ostali higijenski zavodi i domovi narodnog zdravlja obavljali su poslove iz svoga djelokruga po uputama Zdravstvenog zavoda (NN br. 4. od 5. siječnja 1942., Zagreb). Higijenski zavod obnovljen je nakon 1945., a Škola narodnog zdravlja 1947. godine pri Medicinskom fakultetu zaslugom osnivača Andrije Štampara čije ime nosi u njegovu počast danas.
Godine 1947. Škola je postala sastavnim dijelom zagrebačkoga Medicinskog fakulteta kao Škola narodnog zdravlja "Andrija Štampar".

## Ustrojstvo
Škola narodnog zdravlja "Andrija Štampar" čini jednu od ustrojbenih jedinica Medicinskog fakulteta. Škola narodnog zdravlja "Andrija Štampar" Medicinski fakultet Sveučilišta u Zagrebu je javno visoko učilište u sastavu Sveučilišta u Zagrebu koje ustrojava i izvodi sveučilišne studije, znanstveni i visokostručni rad u znanstvenom i obrazovnom području biomedicine, kliničke medicine i javnog zdravstva. U Školi narodnog zdravlja "Andrija Štampar" Medicinski fakultet Sveučilišta u Zagrebu odvija se nastava općemedicinskih i javno-zdravstvenih predmeta. U zgradi Škole se također nalazi dormitorij.
Katedre su temeljne unutarnje ustrojbene jedinice nastavnog i znanstvenoistraživačkog rada na Fakultetu, i na Školi su ustrojene sljedeće katedre:
- Katedra za socijalnu medicinu i organizaciju zdravstvene zaštite
- Katedra za medicinsku statistiku, epidemiologiju i medicinsku informatiku
- Katedre za obiteljsku medicinu
- Katedra za medicinsku sociologiju i ekonomiku zdravstva
- Katedra za zdravstvenu ekologiju i medicinu rada
- Laboratorij za ispitivanje voda pri Katedri za zdravstvenu ekologiju i medicinu rada
- Zavod za nastavnu tehnologiju
- Knjižnica "Andrija Štampar"

## Nastavna djelatnost
Škola organizira dodiplomsku nastavu iz javnog zdravstva, socijalne medicine, epidemiologije, mikrobiologije, sanitarne tehnike, medicinske sociologije, zdravstvene ekologije, medicinske statistike, medicinske informatike, organizacije zdravstvene zaštite i zdravstvene ekonomike, opće medicine i primarne zdravstvene zaštite, obiteljske medicine, školske medicine, te terensku praksu za studente medicine. Također organizira i poslijediplomske tečajeve i studije, a od 1960. godine jedna je od prvih u svijetu počela održavati specijalizaciju iz opće medicine.
U Školi se u suradnji sa Svjetskom zdravstvenom organizacijom održava i niz međunarodnih poslijediplomskih studija, od 1982. godine Škola suradni je centar Svjetske zdravstvene organizacije za primarnu zdravstvenu zaštitu. 
Osim A. Štampara, kao djelatnici Škole istaknuli su se Berislav Borčić, Josip Rasuhin, Bogdan Teodorović, Volimir Vouk, Mladen Petrik, Ante Vuletić, Branko Kesić, Branko Cvjetanović, Antun Budak.

## Ravnatelji
- Berislav Borčić (1926. – 1930.)- za vrijeme njegova rada u inozemstvu u službi Zdravstvene organizacije, Lige naroda zastupali su ga: -  J. Rasuhin, M. Kraljević (1932. – 1933.); (1933. – 1934., 1936. – 1937.)
- Miroslav Kraljević (1930. – 1938.)
- Berislav Borčić (1939.)
- Miron Malojčić 1940. – 1941.)
- Eugen Nežić (1941. – 1943.)
- Andrija Štampar (1946. – 1958.)
- Branko Kesić (1958. – 1970.)
- Fedor Valić (1970. – 1978.)
- Želimir Jakšić (1978. – 1980.)
- Aleksandar Meniga (1980. – 1984.)
- Silvije Vuletić (1984. – 1991.)
- Antun Budak (1991. – 2000.)
- Stjepan Orešković (2000. – 2004.)
- Luka Kovačić (2004. – 2006.)
- Zvonko Šošić (2006. – 2007.)
- Jadranka Božikov (2007.-)

## Filmska djelatnost
A. Štampara koji je i sam bio kinoamater (snimao je svoje putovanje u Kinu), prihvatio je ideje socijalne medicine o promidžbi putem obrazovnih i namjenskih filmova pa je 1927. godine u Školi utemeljen Foto-filmski laboratorij pod vodstvom Milana Marjanovića, koji je proizvodio, obrađivao i umnožavao filmove. Do 1941. proizvedeno je oko 100 filmova. Iako je filmski rad često bio anoniman i kolektivan, profilirali su se i istaknuti stvaraoci poput M. Marjanovića, Stanislav Noworyte, Aleksandar Gerasimova, Drage Chloupeka. Među uglavnom dokumentarnim namjenskim i obrazovnim filmovima (s pokušajima animiranog i igranoga filma), o temama iz higijene, medicine i seoskoga gospodarstva, zapaženi su etnografski filmovi : "Plitvička jezera", 1932.; "Velebit", 1932.; "Hrvatsko zagorje", 1934., i dr. Film "Jedan dan u turopoljskoj zadruzi" iz (1933.) godine D. Chloupeka bio je nagrađen 1960. na Drugom međunarodnom festivalu etnografskih i socijalnih filmova u Firenci. 
Književnik Joza Ivakić napisao je i režirao dva igrana filma ("Birtija", 1929.; "Grešnice: Macina i Ankina sudbina", 1930.), a Mladen Širola je napisao igrani film za djecu pod nazivom "Zapušteno dijete", (1930.). 
Filmovi Škole bili su stavljeni 1947. odlukom cenzure izvan prometa, a do svojeg ukidanja 1961. godine, Foto-filmski laboratorij proizvodio je nastavne medicinske filmove.
Škola narodnog zdravlja je u sljedećih nekoliko desetljeća razvila značajnu filmsku proizvodnju namjenskih filmova. Iako je osnovna namjena te proizvodnje bila snimanje zdravstveno obrazovnih filmova, čvrsta povezanost Škole s hrvatskim selom utjecala je na to da su u sklopu njezine filmske djelatnosti nastali brojni etnografski filmski zapisi o načinu i uvjetima života na selu, te oblicima seoske tradicijske kulture. Snimani skromnom tehnikom, ali s istančanim darom zapažanja prirode i života ljudi, to su prvi sustavno snimani etnografski filmovi s informacijama o životu i radu ljudi koji obuhvaćaju stanovanje, rad u kući, u polju ili u tvornici, te napomene o zdravstvenom stanju vezanom uz način života i tradicionalne seoske običaje.

## Vanjske poveznice
- Službene web stranice Medicinski fakultet Sveučilišta u Zagrebu  Arhivirana inačica izvorne stranice od 29. travnja 2015. (Wayback Machine) ( pristupljeno 15. svibnja 2015.)
- Službene web stranice Škola narodnog zdravlja "Andrija Štampar" Medicinski fakultet Sveučilišta u Zagrebu ( pristupljeno 15. svibnja 2015.)